# Жак Мартіно
Жак Мартіно́ (фр. Jacques Martineau; нар. 8 липня 1963, Монпельє, Франція) — французький кінорежисер та сценарист. Працює у співавторстві зі своїм партнером Олів'є Дюкастелем.

## Біографія
Жак Мартіно народився 8 липня 1963 року в Монпельє, Франція. Провівши свою юність в Ніцці, Мартіно переїхав до Парижа для навчання у Вищій нормальній школі (фр. École normale supérieure, ENS). Захистивши докторську дисертацію на тему Опера і кохання в «Людській комедії» Бальзака, читає лекції на факультеті літератури в Університеті Париж X Нантер, суміщаючи її з режисерською кар'єрою.
Знайомство Жака Мартіно у 1995 році з Олів'є Дюкастелем стало початком їхніх особистих відносин та творчої співпраці. Першої спільною роботою Мартіно і Дюкастеля стала повнометражна стрічка «Жанна і чудовий хлопець» (1998) — музична комедія на тему ВІЛ/СНІДу, натхненна фільмами Жака Демі, за участі Вірджинії Ледоєн та сина Демі Матьє у головних ролях. Фільмом було відкрито 48-й Берлінський міжнародний кінофестиваль 1998 року.
Надалі Жак Мартніо та Олів'є Дюкастель як режисери і сценаристи працюють над фільмами, сюжетні лінії яких пов'язані з гомосексуальною тематикою та, зокрема, створили тригодинний телевізійний проект «Народжені в 68-му» за участі Летиції Каста та Янніка Реньє.
У 2016 році Мартіно і Дюкастель очолили журі конкурсу ЛГБТ-фільмів Queer Palm 69-го Каннського міжнародного кінофестивалю.

## Фільмографія
Усі фільми створені у співавторстві з Олів'є Дюкастелем.
| Рік  |     | Назва українською        | Оригінальна назва                | Режисер | Сценарист |
| ---- | --- | ------------------------ | -------------------------------- | ------- | --------- |
| 1998 |     | Жанна і чудовий хлопець  | Jeanne et le garçon formidable   | Так     | Так       |
| 2000 |     | Пригоди Фелікса          | Drôle de Félix                   | Так     | Так       |
| 2002 |     | Моє життя на льоду       | Ma vraie vie à Rouen             | Так     | Так       |
| 2005 |     | Рачки і черепашки        | Crustacés et coquillages         | Так     | Так       |
| 2008 | т/ф | Народжені в 68-му        | Nés en 68                        | Так     | Так       |
| 2010 |     | Сімейне дерево           | L'arbre et la forêt              | Так     | Так       |
| 2016 |     | Тео і Юго в одному човні | Théo et Hugo dans le même bateau | Так     | Так       |

## Визнання
| Нагороди та номінації Жака Мартіно                                 | Нагороди та номінації Жака Мартіно         | Нагороди та номінації Жака Мартіно | Нагороди та номінації Жака Мартіно |
| Рік                                                                | Категорія                                  | Фільм                              | Результат                          |
| ------------------------------------------------------------------ | ------------------------------------------ | ---------------------------------- | ---------------------------------- |
| Берлінський міжнародний кінофестиваль                              |                                            |                                    |                                    |
| 1998                                                               | Золотий ведмідь                            | Жанна і чудовий хлопець            | Номінація                          |
| 2000                                                               | Премія Тедді — Приз журі                   | Пригоди Фелікса                    | Перемога                           |
| 2000                                                               | Приз журі читачів журналу «Siegessäule»    | Пригоди Фелікса                    | Перемога                           |
| 2005                                                               | Премія Label Europa Cinemas                | Рачки і черепашки                  | Номінація                          |
| 2016                                                               | Премія Тедді — Приз глядацьких симпатій    | Тео і Юго в одному човні           | Перемога                           |
| Премія «Сезар»                                                     |                                            |                                    |                                    |
| 1999                                                               | Найкращий дебютний фільм                   | Жанна і чудовий хлопець            | Номінація                          |
| Золота зірка кіно                                                  |                                            |                                    |                                    |
| 1999                                                               | Спеціальний Гран-прі                       | Жанна і чудовий хлопець            | Перемога                           |
| Міланський міжнародний ЛГБТ-кінофестиваль                          |                                            |                                    |                                    |
| 2001                                                               | Найкращий фільм                            | Пригоди Фелікса                    | Перемога                           |
| 2003                                                               | Найкращий фільм — Спеціальна згадка        | Моє життя на льоду                 | Перемога                           |
| Паризький кінофестиваль                                            |                                            |                                    |                                    |
| 2000                                                               | Гран-прі                                   | Пригоди Фелікса                    | Номінація                          |
| Кінофестиваль гей-лесбійського кіно та відео «Навиворіт» у Торонто |                                            |                                    |                                    |
| 2000                                                               | Приз глядачів за найкращий фільм або відео | Пригоди Фелікса                    | Перемога                           |
| Міжнародний кінофестиваль у Локарно                                |                                            |                                    |                                    |
| 2002                                                               | Золотий леопард                            | Моє життя на льоду                 | Номінація                          |
| Приз Жана Віго                                                     |                                            |                                    |                                    |
| 2009                                                               | Найкращий повнометражний фільм             | Сімейне дерево                     | Перемога                           |